# Cavour
Cavour là một đô thị ở tỉnh Torino trong vùng Piedmont, có vị trí cách khoảng 40 km về phía tây nam của Torino. Tại thời điểm ngày 31 tháng 12 năm 2004, đô thị này có dân số 5.481 người và diện tích là 49.1 km².
Cavour giáp các đô thị: Macello, Vigone, Bricherasio, Garzigliana, Villafranca Piemonte, Campiglione-Fenile, Bibiana, Bagnolo Piemonte, Barge.